# Viciria praemandibularis
Viciria praemandibularis är en spindelart som först beskrevs av Johan Coenraad van Hasselt 1893.  Viciria praemandibularis ingår i släktet Viciria och familjen hoppspindlar. Inga underarter finns listade i Catalogue of Life.

## Bildgalleri